# ابن بسام الشنتريني
هو أَبُو اَلْحَسَنِ عَلِيُّ بْنُ بَسَّامٍ اَلشَّنْتَرِينِيُّ (شَنْتَرِين، 450 هـ - إشْبِيلِيَة، 542 هـ). من أهل شَنْتَرِينَ بالبرتغال حاليًا، انتقل إلىٰ قُرطُبةَ بعد سقوط مدينته الأصلية في أيدي مسيحيي الشَّمال بقيادة ألفونسو الأول، وقد وصف الكاتب هذا الحادث في أشهر أعماله، وكيف خرج من بلده مقهورًا، وتأثرَه بهذا المصاب.
صنف ابْنُ بسامٍ كتابَه «الذخيرة في محاسن أهل الجزيرة» وهو يُعَدُّ من أهم المراجع الأدبية والحضارية في بلاد الأَندَلُس. وكان ذلك سنةَ 502 هـ في أشبيلية، حيثُ استقر وتفرغ للتأليف، معتمدًا في كسب عيشه على قلمه يكيل المديح لمن يجزيه عنه بالمال. وله عدة مصنفات أُخَر، منها: كتاب في شعر المُعتمِد بْنِ عَبَّاد، وكتاب في شعر ابْنِ وهبونَ، ورسالةٌ عُنوانها: «سِلْكُ الجواهر في ترسيل ابْنِ طاهر»، ومجموعة مختارة من شعر ابي بكر بن عمار.
توفي سنة 542 هـ.